# Ochthocosmus gossweileri
Ochthocosmus gossweileri là một loài thực vật có hoa trong họ Ixonanthaceae. Loài này được Exell & Mendonça mô tả khoa học đầu tiên năm 1951.